# Wachenhausen
Wachenhausen ist ein Ortsteil der Gemeinde Katlenburg-Lindau im niedersächsischen Landkreis Northeim.

## Geographie
Der Ort liegt unmittelbar südlich von Katlenburg und grenzt westlich an das Naturschutzgebiet Rhumeaue/Ellerniederung/Gillersheimer Bachtal.

## Geschichte
Wachenhausen wurde erstmals 1105 bei der Gründung des Katlenburger Klosters urkundlich belegt. Sein mittelalterliches Zentrum befand sich entlang der Beeke, einem heute teilweise verrohrten Bach. Es besaß im Mittelalter eine Kirche sowie mindestens zwei Tore, was auf eine Umzäunung hindeutet. Zur Zeit Heinrich des Löwen im 12. Jahrhundert war das adlige Geschlecht derer zu Haien, welche ihren Stammsitz auf dem Klawenberge besaßen. Sie hatten von dem Welfen Güter in der Region, darunter auch das Dorf Wachenhausen, als Lehen empfangen. Als später sich das Geschlecht in verschiedene Linien aufteilte, bekam jener das Dorf Wachenhausen zugeschlagen, der sich nach seinem Sitz in Suterode von Suterode nannte. Aus der Zeit des Spätmittelalters wird angegeben, dass sich in Wachenhausen eine Kommende des Lazarus-Ordens befand. Da Wenck sich jedoch auf einen Verkauf der Herren von Plesse beruft, die 1322 dem Bischof von Hildesheim Ländereien um Bilshausen übergaben, wo der Deutsche Orden begütert war, ist das Vorhandensein einer einstigen Ordenkommende der Lazarusritter eher unwahrscheinlich. Nach dem Dreißigjährigen Krieg gingen die Wachenhausener in die Kirche auf dem Burgberg, der Kirchhof befand sich jedoch bis ins 19. Jahrhundert im Gänsewinkel. In Wachenhausen gab es einige größere Bauernhöfe, für die neben dem Ackerbau der Flachsanbau Bedeutung hatte. Viele Wachenhausener wurden Handwerker oder Arbeiter, die auswärts eine Stelle fanden und die Landwirtschaft im Nebenbetrieb führten.
Wachenhausen hatte um 1914 ungefähr 500 Einwohner, die Volkszählung am 29. Oktober 1946 ergab 1094 Einwohner, von denen am 1. September 1939 502 schon in Wachenhausen wohnten, 107 in den Westzonen, 21 in der Sowjetzone und Berlin, 335 in den Oder-Neiße-Gebieten und 129 im Ausland. 1969 gab es bei 138 Wohnhäusern 227 Haushalte mit 703 Einwohnern, davon waren 521 Einheimische, 161 Flüchtlinge und 21 Evakuierte. Diese 703 Einwohner verteilten sich auf 17 Eine-Generation-Haushalte, 64 Haushalte waren Zwei-Generationen-, 52 Drei-Generationen- und fünf Vier-Generationen-Haushalte.
Die Großgemeinde Katlenburg-Lindau wurde am 1. März 1974 aus den bis dahin selbständigen Gemeinden Katlenburg-Duhm, Lindau, Gillersheim, Berka, Elvershausen, Wachenhausen und Suterode gebildet.

## Politik

### Ortsrat
Der Ortsrat von Wachenhausen setzt sich aus 9 Ratsmitgliedern der folgenden Parteien bzw. Wählergruppen zusammen:
- Bürgerliste Wachenhausen (BL): 9 Sitze

Da nur sieben Personen kandidiert haben, bleiben zwei Sitze unbesetzt.
(Stand: Kommunalwahl 2021)

### Ortsbürgermeister
Der Ortsbürgermeister ist Roy Walowsky. Seine Stellvertreter sind Stefan Eichenberger und Matthias Fiebig (alle BL).

### Wappen
| Wappen von Wachenhausen | Blasonierung: „In Silber auf grünem Dreiberg, belegt mit einem goldenen Sonnenrad, zwischen zwei grünen Eichenheistern mit je zwei goldenen Eicheln, eine blaue Pflugschar.“ |
| Wappen von Wachenhausen | Wappenbegründung: Das Pflugeisen und die Eichenheister deuten auf den noch stark ausgeprägten landwirtschaftlichen Charakter des Ortes und seine waldreiche Umgebung hin, der Dreiberg und das Radkreuz sollen die in der Gemarkung Wachenhausen gefundenen Hügelgräber und vorgeschichtlichen Funde symbolisieren. |

## Kultur und Sehenswürdigkeiten

### Baudenkmale
- In der Liste der Baudenkmale in Katlenburg-Lindau sind für Wachenhausen zwei Baudenkmale aufgeführt.